# Sagenotriphora ampulla
Sagenotriphora ampulla is een slakkensoort uit de familie van de Triphoridae. De wetenschappelijke naam van de soort werd voor het eerst geldig gepubliceerd in 1903 door Hedley als Triphora ampulla.